# 제단자리 알파
제단자리 알파(α Arae, α Ara)는 남반구 하늘 제단자리에서 두 번째로 밝은 항성이다. 겉보기 등급은 +2.93으로 맨눈으로 쉽게 볼 수 있다. 이 별은 비교적 지구에서 가까이 있기 때문에 시차를 이용하여 거리를 구할 수 있다. 히파르코스 위성이 얻은 자료로부터 구한 이 별과 지구 사이 거리는 약 270 광년이며 오차범위는 7%이다. 알파와 지구 사이에 있는 가스와 먼지 때문에 소광 현상이 발생하여 겉보기 밝기가 0.1 등급 높게 나타난다.

## 특징

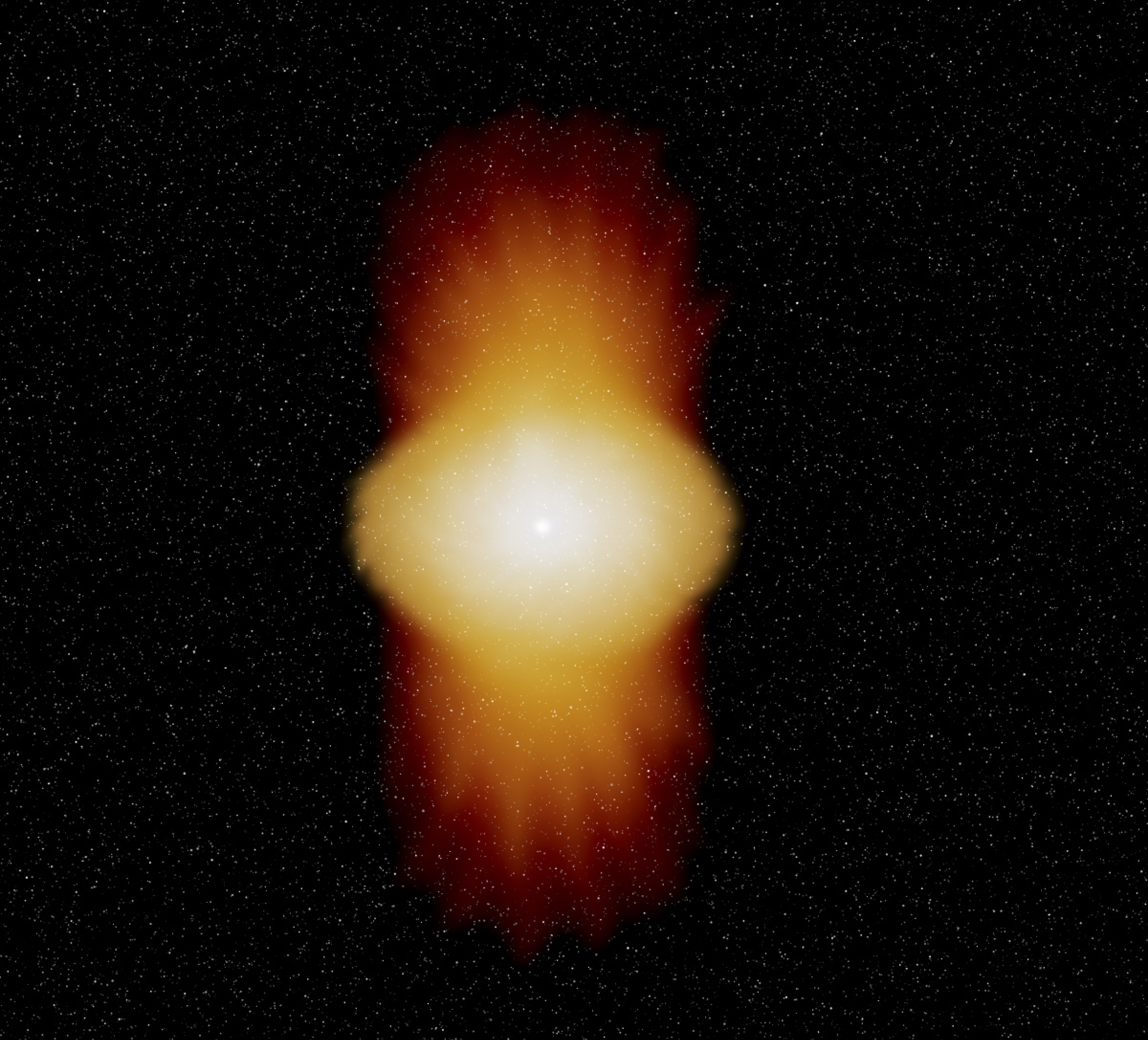
제단자리 알파를 가까이에서 본 모습을 천체 예술가가 상상한 그림. 알파는 항성이 파괴되는 속도에 가깝게 초고속으로 회전하고 있으며, 양 극으로부터 질량을 항성풍 형태로 우주로 내보내고 있다.

이 별의 분광형은 B2 Vne로 무겁고 아주 밝은 B형 주계열성이다. 분광형 뒤에 붙은 'n'은 별의 스펙트럼에 흡수선이 넓고 흐릿하게 나타난다는 뜻으로 이는 별이 빠르게 회전하여 나타나는 도플러 효과 때문이다. 자전 속도의 측정값은 초당 375 킬로미터이다. 메일란드 연구진(2007)은 알파별의 양극이 시선방향에 대해 기울어진 각도를 55도로 계산했는데 여기로부터 적도에서의 방위 속도는 초당 470 킬로미터가 나온다. 이는 항성이 파괴되는 회전속도에 약간 못 미치는 정도의 빠르기이다. 이렇게 빠르게 회전하기 때문에 별의 적도반지름은 극 반지름보다 2.4 ~ 2.7배 크다.
알파는 비이형 별로 표기는 분광형 B 뒤에 'e'를 붙인다. 비이형 별은 스펙트럼상 방출선이 나타나는데 이는 빠르게 별이 회전하면서 뿜어져 나온 물질이 주변에 원반 구조를 만들기 때문이다. 2003년부터 2005년까지 이 별을 VLT 간섭계의 MIDI, AMBER 장치를 이용하여 적외선 간섭 관측하였다. 관측 결과는 2005년과 2007년 각각 발표되었는데 제단자리 알파는 케플러 회전을 하면서 농도 짙은 원반이 적도면을 따라 형성되어 있었고 대략 1초에 1,000 킬로미터 속도의 항성풍 형태로 질량을 양극으로부터 우주로 뿜고 있었다. 짝별이 주인별로부터 0.7 천문단위 거리에 있다는 증거도 함께 발견되었다.
제단자리 알파별의 질량은 태양의 약 9.6 배이며 반지름은 태양의 4.5 배이다. 밝기는 태양 광도의 약 5,800 배이며 외곽 대기의 유효온도는 18,044 켈빈이다. 이 정도의 표면온도에서 제단자리 알파는 우리 눈으로 볼 때 전형적인 B형 항성의 색인 청백색으로 빛난다. 변광성의 성질을 보여주기도 하는데 겉보기 등급이 2.76 ~ 2.90 사이에서 변화한다.
근처 약 50 초각 거리, 방위각 168도 위치에 CCDM J17318-4953B가 있는데 이 별은 겉보기 밝기 11등급으로 알파와 안시이중성을 형성한다. 두 별은 망원경으로 볼 때 가까이 붙어 있는 것으로 보이나 관측 방향에 나란히 있어 가까이 있는 것처럼 보일 뿐, 실제 중력으로 묶여 있지는 않다.

## 문화
이 별은 동아시아 별자리 기수에서 목저(木杵) 구성원 셋 중 하나이다.(나머지 둘은 제단자리 베타, 제단자리 시그마) 저(杵)는 '절굿공이'를 뜻한다. 여기에서 알파별은 목저 구성원 셋 중 두 번째 별로 저이(杵二)로 불린다. 다만 R. H. 알렌은 이 별을 저(Choo, 杵)로 표기했다. 패트릭 무어도 본인이 집필한 성표에서 알렌과 마찬가지로 '저'로 표기했다. 페가수스자리에 이름은 같으나 다른 별 Choo가 있다.